# Elsa von Blumen

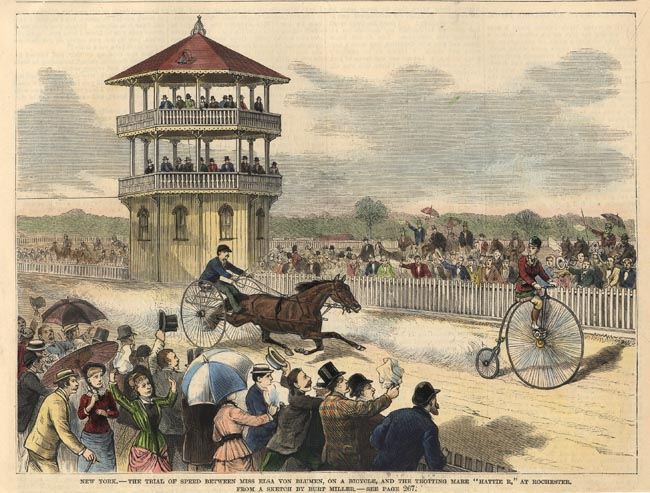
La carrera contra Hattie (1881)

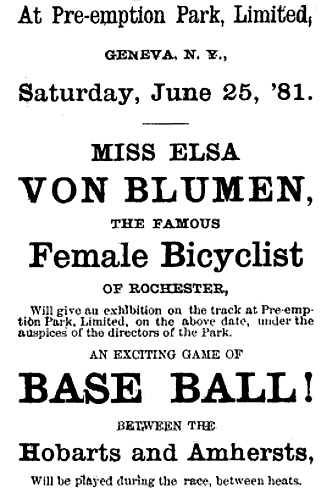
Anuncio de una aparición de Elsa von Blumen

Carrie Kiner, conocida popularmente como Elsa von Blumen también Caroline Wilhelmina Kiner, Carrie W. Beardsley o Caroline W. Roosevelt (6 de octubre de 1859 - Rochester, 3 de junio de 1935) fue una ciclista estadounidense considerada una de las ciclistas más exitosas de su tiempo.

## Biografía
Caroline Wilhelmina "Carrie" Kiner creció en Albany y Owego. Cuando era adolescente sufrió el clima frío de Owego y mostró los primeros signos de tuberculosis. Sus amigos la alentaron a hacer ejercicio, después de lo cual comenzó a dar largas caminatas —que más tarde describió como “miles de millas”—  combinadas con entrenamiento con pesas livianas. A finales de la década de 1870 se mudó a Rochester con su madre y sus hermanas. En 1878 participó por primera vez en una marcha de caminata de 100 millas en Auburn, que ganó contra un hombre. Antes de una competición en Albany, el alcalde y una banda la recibieron en la estación de tren. En el evento de caminata, el gobernador del estado de Nueva York, Lucius Robinson, estaba entre los espectadores con su bastón. Robinson le dio un pequeño látigo, que más tarde solía llevar consigo a las competiciones. Poco después, se inició en el ciclismo, compitiendo contra hombres y mujeres.
En 1883, Carrie Kiner conoció a su primer marido, Emery W. Beardsley (1863–1948), con quien pronto se casó. Después de tres meses de matrimonio, regresó de un viaje para encontrar la casa poblada por los dudosos amigos de su esposo, quienes también la habían robado. Posteriormente regresó a la casa de su madre en Rochester y solicitó el divorcio.
Como Elsa von Blumen, Carrie Beardsley viajó por el noreste para competir en carreras en pistas especialmente construidas o viajes maratonianos a cambio de honorarios o premios.  Su nombre artístico probablemente fue una idea de su segundo esposo, Will Roosevelt, un veterano de la Guerra Civil, quien trabajaba como gerente bajo el nombre de Bert (Burt) Miller. Se decía que era muy generoso al medir las distancias que recorría su esposa, poniendo en duda algunos de sus récords siendo mencionado como el "elástico" Miller Mile.
En 1881, von Blumen recorrió 1000 millas durante una carrera de seis días en Pittsburgh, al final de la cual tuvo que ser apoyada en su bicicleta y recibir "estimulantes". En una carrera de mujeres disputada en Nueva York, un hombre le arrojó un palo en los radios de la rueda, lo que provocó que se cayera y terminara en segundo lugar. En mayo de 1881, alrededor de 2500 espectadores vieron su carrera en biciclo contra la yegua trotadora Hattie que tiraba de un sulky en el Driving Park en Rochester, lo que causó sensación en todo el país. Ganó la carrera de 1.5 millas en dos de tres series, aunque por una desventaja de media milla. Desde el 31 de diciembre de 1885 al 1 de enero de 1886, corrió con éxito contra un equipo de dos hombres en el Arsenal del Estado de Nueva York. Las ganancias se utilizaron para construir el Monumento a los Soldados y Marines en Nueva York. Los dos hombres – WM. E. Williams y LF Featherley se alternaban una milla cada uno, mientras que Elsa von Blumen corrió sola y cubrió 367 millas en 51 horas.
Elsa von Blumen corrió en una bicicleta de Columbia High Wheeler hecha a medida con pedales especialmente diseñados para sus pequeños pies. En las carreras, vestía un traje de montar completo, que en lenguaje sencillo significaba "pantalones" al estilo de un hombre y no los bombachos que se consideraban apropiados para las mujeres en ese momento. Junto con Louise Armaindo, fue considerada la ciclista más exitosa de su tiempo, y las dos atletas también compitieron entre sí. 
Elsa von Blumen se veía a sí misma no solo como una atleta, sino que era consciente de su función de modelo a seguir para las niñas y mujeres jóvenes en los primeros días del movimiento de mujeres. En 1885 escribe un saludo a "mis amigos y al público" en la carrera benéfica por el fondo de los soldados: "[...] Siento que no sólo estoy ofreciendo ahora ante el pueblo el entretenimiento más novedoso y fascinante, sino que estoy demostrando la gran necesidad por parte de las jóvenes americanas, especialmente, la necesidad de cultura física y ejercicio corporal. El éxito en la vida depende tanto de un cuerpo vigoroso y saludable como de una mente clara y activa. Creo que le estoy presentando a la gente no solo el entretenimiento más nuevo y fascinante, sino también la necesidad de cultura física y deportes, especialmente para las jóvenes estadounidenses. El éxito en la vida se basa en un cuerpo fuerte y sano, así como en una mente clara y activa."
Cuando el penny-farthing pasó de moda a finales de la década de 1880 y finalmente fue reemplazado por la bicicleta de rueda baja, Elsa von Blumen puso fin a su carrera ciclista. Tras la muerte de su segundo marido Will Roosevelt, se convirtió en la esposa de su hermano Isaac, también veterano de guerra. Los hermanos eran parientes lejanos del presidente Theodore Roosevelt. En 1912 murió su tercer marido. Caroline W. Roosevelt fue ágil hasta su muerte en 1935 y murió en su casa. Tuvo una hija. Está enterrada en el cementerio de Riverside en Rochester.

## Enlaces web
- Maplewood Trail. In: lowerfalls.org. Abgerufen am 13. Januar 2018.